# Zachariasz III
Zachariasz (arab. Zakarya ibn-Bahnas, ur. około 822 – zm. około 854) – władca nubijskiego królestwa Makurii.  
W 833 przestał płacić daninę (zwaną bakt) władcom Egiptu i zaczął przygotowywać się na wojnę z Abbasydami, na których czele stał kalif Al-Mutasim, rządzący w latach 833–842. Zachariasz wysłał swojego syna Jerzego (arab. Firaki) do Al-Mutasima w celu wynegocjowania warunków, oraz zmniejszenia częstotliwości daniny do jednorazowej płatności na trzy lata, co udało się osiągnąć. Duża liczba przekazów dotyczących tego poselstwa wskazuje na wysoką rangę wydarzenia i bywa interpretowana jako wejście Nubii w krąg potęg Bliskiego Wschodu. 
Kiedy plemię Bedża odmówiło płacenia daniny w 854, wojska Makurii przyłączyły się do oddziałów Bedża i zaatakowały Egipt, wymordowali Egipcjan pracujących w kopalni szmaragdów na Pustyni Arabskiej, a następnie najechali Górny Egipt i splądrowali Edfu, Asnę i wiele innych miejscowości. Jego następcą był Ali Baba. 

## W kulturze
W serii Crusader Kings jednym z grywalnych władców jest Zakharias III Azim, przedstawiony jako książę Makurii.